# Марс-експрес
«Марс-експрес» («Mars Express») — автоматична міжпланетна станція Європейського космічного агентства (ESA), призначена для вивчення Марса. Космічний апарат складається з орбітальної станції — штучного супутника Марса і спускного апарата з автоматичною марсіанською станцією «Бігль-2».

## Основні події
- 2 червня 2003 року «Марс-експрес» стартував з космодрому «Байконур» за допомогою ракети-носія «Союз-ФГ» з розгінним блоком «Фрегат».
- Спусковий апарат «Бігль-2» був відстикований 19 грудня 2003 року коли АМС підлітала до планети, до гальмування орбітальної станції і переходу її на орбіту супутника Марса.
- Орбітальна станція після відділення спускного апарата виконала 20 грудня 2003 року гальмування і вийшла на орбіту штучного супутника Марса.
- 25 грудня 2003 року спускний апарат «Бігль-2» опустився на Марс, але автоматична марсіанська станція на зв'язок не вийшла.
- 19 вересня 2005 року термін роботи орбітальної станції продовжений до кінця 2007 року.
- 21 вересня 2006 року стереокамерою високої роздільної здатності (HRSC) було отримано зображення Кідонії — регіону, в якому знаходиться відомий «Марсіанський сфінкс», відображений в 1976 році апаратом «Вікінг-1»[1].
- 26 вересня 2006 року орбітальна станція успішно відновлена з режиму «Sumo» (режиму наднизького споживання енергії), розробленого для періоду недостатнього освітлення[2].
- У жовтні 2006 року зв'язок з орбітальною станцією був перерваний через сонячне протистояння (вибудовування в лінію Земля — Сонце — «Марс-експрес»). Кут Сонце — Земля — Марс-експрес досяг мінімуму в 0,39° 23 жовтня при відстані у 2,66 а. о. Було зроблено виміри, необхідні для мінімізації ослаблення сигналу (велика щільність електронів в сонячній плазмі серйозно впливає на радіосигнали)[3].
- У грудні 2006 року внаслідок втрати зв'язку з апаратом NASA JPL Mars Global Surveyor (MGS) команді Марс-експрес було доручено визначити місцезнаходження американського апарата. На підставі останніх даних ефемериди, отриманих від MGS, було отримано можливу орбіту MGS. Для пошуку апарата використали камеру високої роздільної здатності «Марс-експрес», але обидві спроби виявилися безуспішними.
- У січні 2007 року підписано угоду з NASA про всебічну підтримку приземлення апарата «Фенікс» у травні 2008 року.
- У лютому 2007 року камера «Марс-експрес» VNC, що використовувалась тільки для контролю від'єднання наземного апарата, знову під'єднана. Дано старт студентської кампанії «Сфотографуй Марс за допомогою Марс-експрес».
- 23 лютого 2007 року термін роботи орбітальної станції продовжений до травня 2009 року[4].
- 28 червня стереокамера високої роздільної здатності (HRSC) зняла ключові тектонічні особливості столової гори Еоліда[5].
- 4 лютого 2009 року термін роботи орбітальної станції продовжений до 31 грудня 2009 року[6].
- 7 жовтня 2009 року термін роботи орбітальної станції продовжений до 31 грудня 2012 року[7].
- 5 березня 2010 року «Марс-експрес» пролетів поблизу від Фобоса і виміряв гравітацію супутника[8].
- 9 січня 2011 року «Марс-експрес» сфотографував «зворотний», до цього не відображений, бік Фобоса із 16-метровою роздільною здатністю і в 3D-форматі[9]; 3 березня того ж року прольотом над цим супутником апарат завершив свою місію[10].
- 13 серпня — 24 листопада 2011 року фізична несправність твердотільної пам'яті призвела до збоїв операційної системи орбітальної станції. Наприкінці листопада систему управління орбітальною станцією виправили так, щоб обійти проблему[11].
- 16 лютого 2012 року — всі дослідницькі програми відновлені в повному обсязі[12].
- 2 червня 2023 року — «Марс-експрес» показала нову світлину Марса, присвячену 20-річчю запуску зонда. Світлину-мозаїку було створено з використанням даних зі стереокамери високої роздільної здатності «Марс-експрес» (HRSC). Зазвичай HRSC фотографує поверхню Марса з висоти приблизно 300 км — максимальної наближеності космічного корабля до Марса на його еліптичній орбіті. Однак представлена нова світлина-мозаїка використовує дещо інший підхід. Щоб побачити планету ширше, HRSC зібрав 90 зображень на великих висотах (від 4000 до 10 000 км), таким чином захопивши області шириною близько 2500 км. Потім ці зображення об'єднали, щоб сформувати нове повне глобальне уявлення Червоної планети, яка, як не дивно, виявилася зовсім не червоною[13][14].
- В 2024 році, за повідомленням Space, орбітальні апарати ESA «Марс-експрес» і NASA MRO виконали вражаючі фотографії марсіанського ландшафту в районі Остравле Скопулі, який розташований неподалік південного полюса планети, який покритий снігом та зимовим інеєм, що вкриває боки марсіанських дюн. Проте т. зв. «сніг» на Марсі значно відрізняється від того, що спостерігається на Землі. Цей покрив – це не звичайний сніг, а лід з вуглекислого газу (CO2). На південному полюсі Марса цілий рік утворюється шар такого льоду, товщина якого досягає до 8 м[15][16].

## Опис апарата
- Вага апарата 1123 кг, включаючи 113 кг наукового обладнання, 65 кг — спусковий апарат з автоматичною марсіанською станцією «Бігль-2», 430 кг палива.
- Розміри АМС 1,5 × 1,8 × 1,4 м, з розкритими сонячними батареями — 12 м.
- Сонячні батареї площею 11,42 м² з проєктною потужністю 660 Вт, але через помилку при монтажі видають 460 Вт.
- Енергія запасається в трьох літій-іонних акумуляторах місткістю 64,8 А∙год
- Вартість програми — близько 300 млн євро.
- На борту є камера, що дозволяє робити знімки поверхні Марса з роздільною здатністю 10 м.
- Мається спектрометр OMEGA (Observatoire pour la Mineralogie, l'Eau, les Glaces ot l'Activite) для геологічних досліджень, здатний працювати в видимому і інфрачервоному діапазонах з роздільною здатністю 100 м.
- Радар MARSIS для зондування іоносфери і глибинних шарів марсіанської поверхні.
- Маються ультрафіолетовий і інфрачервоний спектрометри (для дослідження атмосфери), а також інше наукове обладнання.
- Автоматична марсіанська станція «Бігль-2» мала буровий механізм і прилади для виявлення слідів життєдіяльності мікроорганізмів.

## Наукові результати
Вимірювання за допомогою створених російськими вченими спільно з західноєвропейськими колегами приладів дозволили отримати ряд важливих наукових результатів, багато з яких тільки готуються до наукових публікацій. У тому числі відновлення структури атмосфери з високою точністю від поверхні до висот 100—150 км і її температурного профілю до 50—55 км. Вперше одночасно виміряно зміст і побудовані карти розподілу водяної пари й озону в атмосфері. Виявлено нічне світіння монооксиду азоту, відомого на Венері, але не те, що спостерігалося раніше на Марсі. Відкриті найдрібніші аерозольні частинки, що заповнюють атмосферу планети до висот 70—100 км.
Вперше виявлений водяний лід у південній полярній шапці наприкінці марсіанського літа. Карти, побудовані за даними приладу OMEGA з роздільною здатністю 1—3 км, показують, що ділянки водяного льоду знаходяться на краях більш великих областей замерзлої вуглекислоти. Товщина її шару не перевищує кількох метрів, а під ним — похований шар водяного льоду, можливо еквівалентний за потужністю північній полярній шапці, повністю складається з водяного льоду з невеликою (менше 1 %) домішкою пилу.
Приладом OMEGA проведено також мінералогічне картування значної частини планети, і, при істотному розмаїтті мінерального складу, карбонати (солі вугільної кислоти) виявлені не були. Вони широко поширені на Землі і саме в їх покладах, а не в живій речовині, кам'яному вугіллі та нафті, зосереджена основна кількість вуглецю на нашій планеті. Таким чином, дані «Mars Express» не підтверджують наявності запасів CO2 на Марсі, достатніх для суттєвих змін маси його атмосфери, і відповідно, перетворення клімату планети.
«Марс-експрес» виявив в атмосфері Марса метан, що може свідчити про наявність життя на планеті (метан не може довго перебувати в марсіанській атмосфері, отже його запаси поповнюються або в результаті життєдіяльності мікроорганізмів, або внаслідок геологічної активності). Було визначено і його зміст — 10 ± 5 частин на мільярд. Хоча це й небагато, але оскільки метан безперервно руйнується в атмосфері за рахунок фотодисоціації, то для підтримки такої його кількості в атмосфері на Марсі має бути джерело продуктивністю близько 300 т метану на рік. Таким джерелом могла б бути тектонічна діяльність. Хоча Марс вважається тектонічно неактивним нині, надходження метану в атмосферу може бути пов'язано з «точковою» тектонікою: залишковим вулканізмом, або геотермальною активністю.
Завдяки знімкам косморобота вчені змогли сконструювати і представити тривимірні моделі марсіанських ландшафтів.
Станція виявила щільні хмари з сухого льоду, які відкидають тінь на поверхню планети і навіть впливають на її клімат.
На основі результатів спостережень «Марс-експрес», отриманих між травнем 2012 року і груднем 2015 року, на Марсі було виявлено підземне озеро із солоною водою. Озеро розташоване поблизу південного полюса планети під півторакілометровим шаром марсіанського льоду і досягає 20 км у ширину. Це найбільша водойма, виявлена на Марсі. Окрім того, «Марс-експрес» виявив достатню кількість водяного льоду, похованого під екватором Червоної планети, щоб покрити всю планету мілководним океаном, якщо він розтане.
У грудні 2023 року, за повідомленням Європейської космічної агенції (ESA), міжпланетна станція «Марс-експрес» здійснила фотографування темного нерівного шраму, що прорізає поверхню Марса біля підніжжя гігантського вулкана, гори Арсія. Марсіанський шрам, відомий під назвою Aganippe Fossa, являє собою структуру довжиною приблизно 600 км. Aganippe Fossa перетинає нижній схил вулкана, гори Арсія, який має діаметр 435 км і підіймається на 9 км над рівнинами, що її оточують. На зробленому зображенні представлені два різні типи місцевості: горбистий регіон, а також місцевість, що складається з пологих скель і кам'янистих уламків.
У квітні 2024 року, згідно з повідомленням на ресурсі Phys.org, міжпланетна станція «Марс-експрес» зафіксувала дивні візерунки на поверхні Марса, які з висоти нагадують павуків. Павукоподібні плями на Марсі розташовуються в південному полярному регіоні.
На початку серпня 2024 року, як повідомило видання Space, міжпланетна станція «Марс-експрес» зробила знімки найбільшого стародавнього озера на поверхні Марса Ериданія.